# Saint-Amand-sur-Fion
Saint-Amand-sur-Fion ist eine französische Gemeinde mit 1018 Einwohnern (Stand 1. Januar 2022) im Département Marne in der Region Grand Est. Sie gehört zum Arrondissement Vitry-le-François und zum Kanton Sermaize-les-Bains. Der Ort liegt am Ufer des kleinen Flusses Fion und ist nach seinem Kirchenheiligen benannt.

## Bevölkerungsentwicklung
| Jahr      | 1962 | 1968 | 1975 | 1982 | 1990 | 1999 | 2007 | 2018 |
| Einwohner | 730  | 772  | 722  | 707  | 762  | 838  | 1021 | 1031 |

## Sehenswürdigkeiten
- Kirche Saint-Amand aus dem 12. Jahrhundert, Baustil teils romanisch, teils gotisch

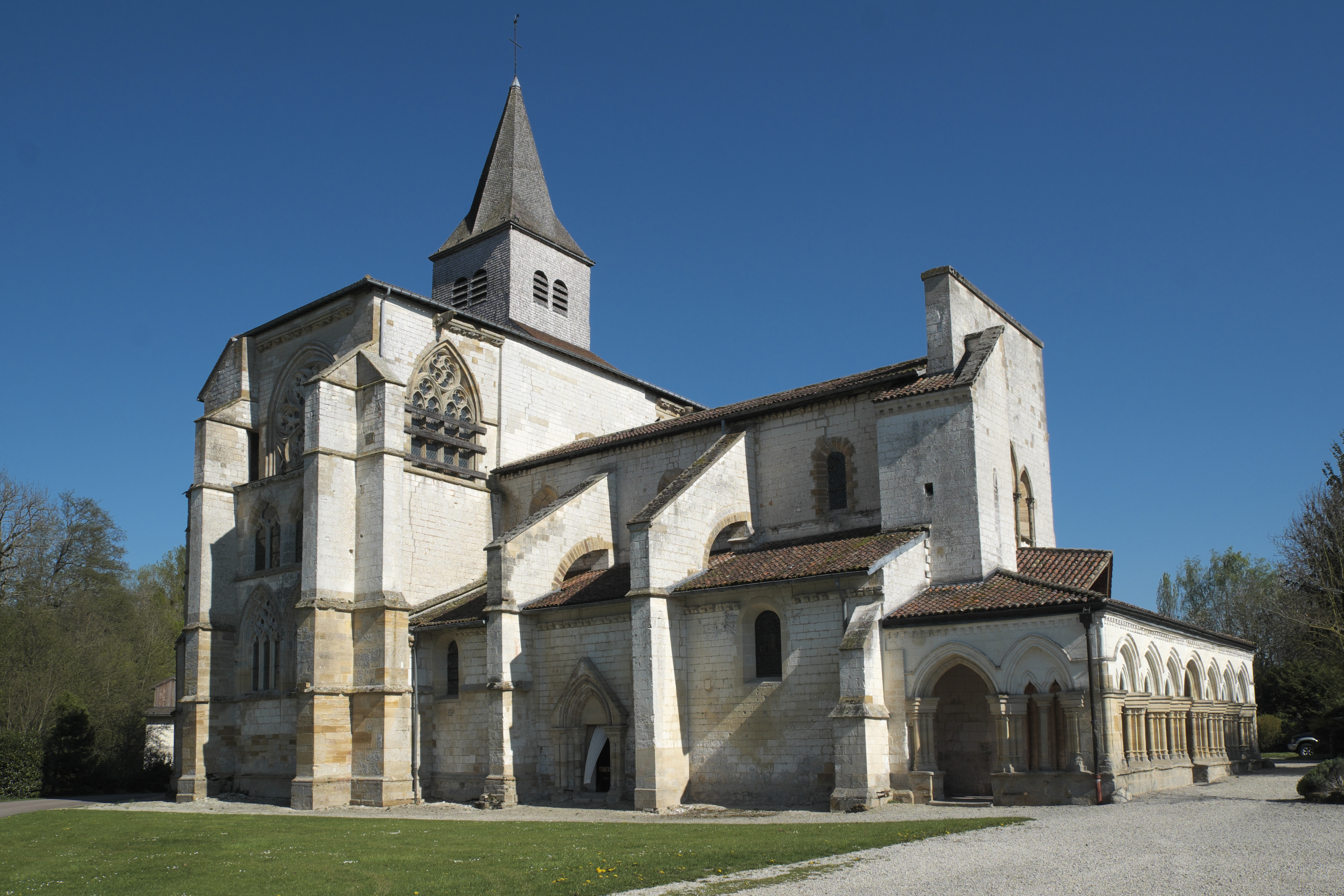
Kirche Saint-Amand